# برايان فيليبس
برايان فيليبس (بالإنجليزية: Brian Phillips)‏ (9 نوفمبر 1931 في المملكة المتحدة - 28 مارس 2012 في المملكة المتحدة) هو مدرب كرة قدم ولاعب كرة قدم بريطاني في مركز الدفاع. لعب مع نادي ميدلزبره ونادي مانسفيلد تاون ونادي ألترينتشام.

## وصلات خارجية
- برايان فيليبس على موقع قاعدة بيانات كرة القدم.إي يو (الإنجليزية)